# Nationale Jurij-Fedkowytsch-Universität Czernowitz
Die Nationale Universität Czernowitz „Jurij Fedkowytsch“ (ukrainisch Чернівецький національний університет імені Юрія Федьковича) ist eine Universität in der Westukraine. Gegründet wurde sie 1875 als Franz-Josephs-Universität (Francisco-Josephina) im östlichsten Kronland Österreichs. Heute hat sie mehr als 14.000 Studenten, die von ca. 1.100 Dozenten unterrichtet werden (Stand 2024). Die Universität ist heute nach dem ukrainischen Schriftsteller Jurij Fedkowytsch benannt.

## Geschichte
Die Bukowina war 1774/75 zur Habsburgermonarchie gekommen. Schritt für Schritt hob die österreichische Regierung das Schulwesen. Für die deutschen Kolonisten, die mit dem österreichischen Beamtentum die führende Schicht des Landes bildeten, entstanden genügend Schulen mit deutscher Unterrichtssprache. Als höhere Lehranstalten waren bis 1875 die deutschen Staatsgymnasien in Czernowitz und Suczawa sowie die griechisch-orientalische Oberrealschule in Czernowitz (gleichfalls mit deutscher Unterrichtssprache) ins Leben gerufen worden. Galizien hatte in Lemberg und Brody deutschsprachige Gymnasien; ihre Absolventen mussten aber die Hochschulen im Westen der Donaumonarchie beziehen, als an der Lemberger Universität Polnisch als Hauptsprache eingeführt wurde. Damit gingen sie dem Land auf Jahre oder für immer verloren. So setzte sich allmählich der Gedanke durch, aus dem aufblühenden Czernowitz eine Universitätsstadt zu machen.

### Franz-Josephs-Universität
Die Gründung der Universität in Czernowitz war vor allem dem bukowinischen Reichsratsabgeordneten Constantin Tomaszczuk zu verdanken. Seit 1872 hatte er sich für sie eingesetzt. 1874 beschloss das Abgeordnetenhaus (Österreich) auf sein Betreiben eine Resolution an die k.k. Regierung: „Die Regierung wird eingeladen, in der nächsten Session Vorschläge über die Gründung einer neuen Universität zu erstatten“. Eine stattliche Reihe von Städten erhob Ansprüche auf die Gründung einer Universität, Tomaszczuk dürfte mit einer glänzenden Rede für eine Universität in der Bukowina, der Stadt Czernowitz, wichtige Vorarbeit geleistet haben. Unterrichtsminister Karl von Stremayr wollte sich nicht sofort festlegen. Um dem Anliegen mehr Kraft und Nachdruck zu verleihen, richtete der Bukowiner Landesausschuss unter Entsendung von Tomaszczuk im Herbst 1874 eine „Petition des Verwaltungsausschusses der Gesellschaft zur Förderung und Verbreitung der wissenschaftlichen Bildung in der Bukowina um Creirung einer deutschen Hochschule in Czernowitz“ an das Unterrichtsministerium, welche auch in Wien verteilt wurde. Im November 1874 unterbreitete der Unterrichtsminister Kaiser Franz Joseph I. den „allerunterthänigsten Vortrag auf Gründung einer Universität in Czernowitz“, worauf die Allerhöchste Entschließung vom 7. Dezember 1874 folgte. Schon in der Sitzung vom 9. Dezember wurde sie dem Abgeordnetenhaus mitgeteilt und es wurden die zur Ausführung derselben vorzubereitenden Vorlagen angekündigt. Die Einbringung selbst erfolgte am 27. Januar und am 3. Februar 1875, worauf die Gesetzentwürfe vom Abgeordnetenhaus am 13. März und vom Herrenhause am 20. März 1875 zum Beschluss erhoben wurden.
Bezüglich der Eröffnungstermins unterbreitete der Unterrichtsminister den folgenden Vorschlag: „Nach meinem allerunterthänigsten Erachten würde sich hiefür am besten der 4. October als der Tag des Allerhöchsten Namensfestes Eurer Majestät eignen. Denn die neue Hochschule wird das Glück haben, in Eurer Majestät nicht blos den allergnädigsten Landesherrn, sondern auch ihren huldvollen Stifter zu verehren, Allerhöchstdessen Namen sie für alle Zukunft tragen wird. […] Diese besondere Beziehung der neuen Universität zu ihrem Allerhöchsten Kaiser und Herrn findet einen sinnigen Ausdruck, wenn der Tag, an welchem die neue Franz-Josephs-Universität ins Leben tritt, gerade jener Tag ist, an welchem die Völker Österreichs das Namensfest des geliebten Herrschers begehen“. Somit wurde der 4. Oktober 1875 nach 100-jähriger Zugehörigkeit zu Österreich als Eröffnungstermin fixiert.

#### Gründung und Bedeutung

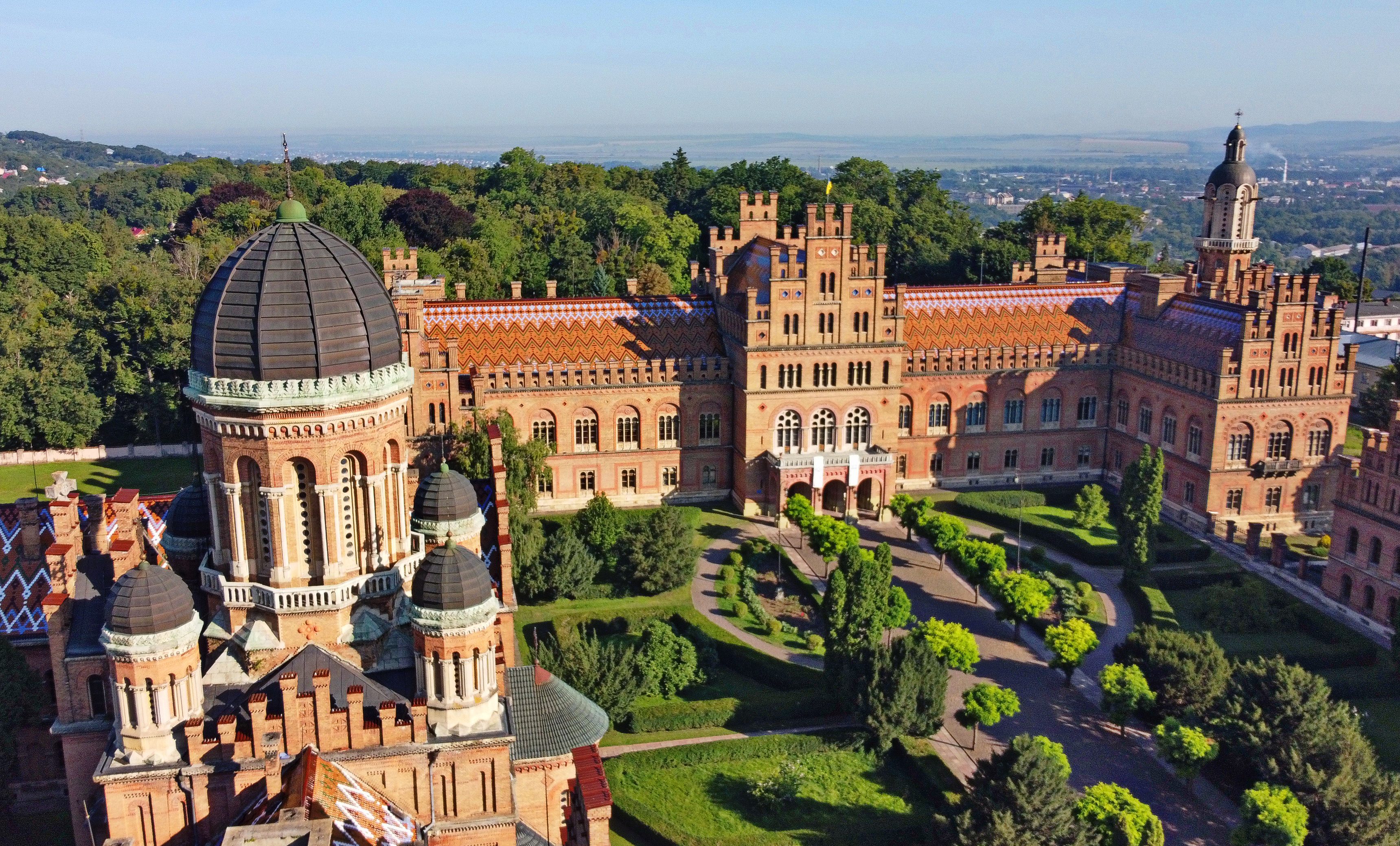
Franz-Josephs-Universität Czernowitz (Hauptgebäude)

Constantin Tomaszczuk wurde 1875 zum ersten Rektor der neuen Universität ernannt. Dass die österreichische Regierung sich für Czernowitz entschieden hatte, war auch einer langfristigen politisch-strategischen Überlegung geschuldet: 1872 wurde die Lemberger Universität völlig polonisiert, so dass Ost-Cisleithanien keine deutschsprachige Universität mehr hatte. Das vielsprachige österreichische Kronland bekam damit eine überwiegend deutschsprachige Universität. Deutsche, Siebenbürger Sachsen, Juden, Polen, Ukrainer, Ruthenier, Moldauer und Rumänen studierten an drei Fakultäten:
- die Griechisch-orientalische (griechisch-orthodoxe) theologische Fakultät mit Lehrstühlen für alttestamentliche Exegese, neutestamentliche Exegese, Dogmatik, Moraltheologie, Kirchengeschichte, Kirchenrecht, praktische Theologie und orientalische Sprachen;[6]
- die rechts- und staatswissenschaftliche Fakultät mit Instituten für Römisches Recht, Deutsches Recht, Kirchenrecht, österreichisches Privatrecht, Strafrecht, Zivilprozessrecht, Volkswirtschaft, Statistik sowie Staats- und Verwaltungsrecht;[7]
- die philosophische Fakultät mit den Fächern Philosophie, Geschichte, Klassische Philologie, Germanistik, Romanistik und Slawistik, Mathematik, Geographie, Mineralogie, Botanik, Zoologie, Experimentalphysik und Theoretische Physik.[8]

Für Medizin musste man nach Lemberg oder an die Jagiellonen-Universität in Krakau gehen. Die Fakultät für griechisch-orthodoxe Theologie war die einzige im ganzen zentraleuropäischen Raum; ihre Bedeutung für die Ausbildung eines modernen orthodoxen Priestertums war nicht nur in Österreich-Ungarn, sondern auch in Rumänien und auf der Balkanhalbinsel für das ganze 19. und 20. Jahrhundert außerordentlich. Einige ihrer Fächer wurden auf Rumänisch und Ruthenisch unterrichtet. Das galt auch für das Lehrangebot des Lehrstuhls für rumänische Sprache und Literatur und des Lehrstuhls für ruthenische Sprache und Literatur. Für den rumänischen Historiker Nicolae Iorga, einen der Väter des rumänischen Rechtsnationalismus, war die FJU „eine deutsche Universität für die Juden“. In Czernowitz blühte bald ein vielfältiges und lebhaftes Studenten- und Korporationsleben, das als kulturelles und soziales Spiegelbild der Stadt die wissenschaftliche Erforschung verdient. Vielen Zeitgenossen erschienen Stadt und Region mitsamt der Universität allerdings dennoch hoffnungslos rückständig-provinizell. Mommsen bezeichnete die Universität als „k.u.k. Strafkolonie“.

#### Hochschullehrer
In den 44 Jahren der „Francisco-Josephina“ lehrten an den drei Fakultäten 127 außerordentliche und ordentliche Professoren. Die meisten stellte die Universität Wien. Aus Graz stammten 14, aus Prag 8 und aus Innsbruck 7 Hochschullehrer. Aus Deutschland folgten 10 und aus der Schweiz 3 Dozenten und Professoren dem Ruf in Österreichs „fernen Osten“. Aus Czernowitz selbst wurden 12 Privatdozenten auf Lehrstühle berufen. 16 Professoren kamen aus dem öffentlichen Berufsleben, ohne an einer Universität tätig gewesen zu sein. Es war eine „seltsame Schicksalsfügung“ (R. Wagner), dass der erste und der letzte Rektor der deutschen Universität – Constantin Tomaszczuk und Basil Tarnawski – Rumänen waren.

### Rumänien, Sowjetunion, Ukraine

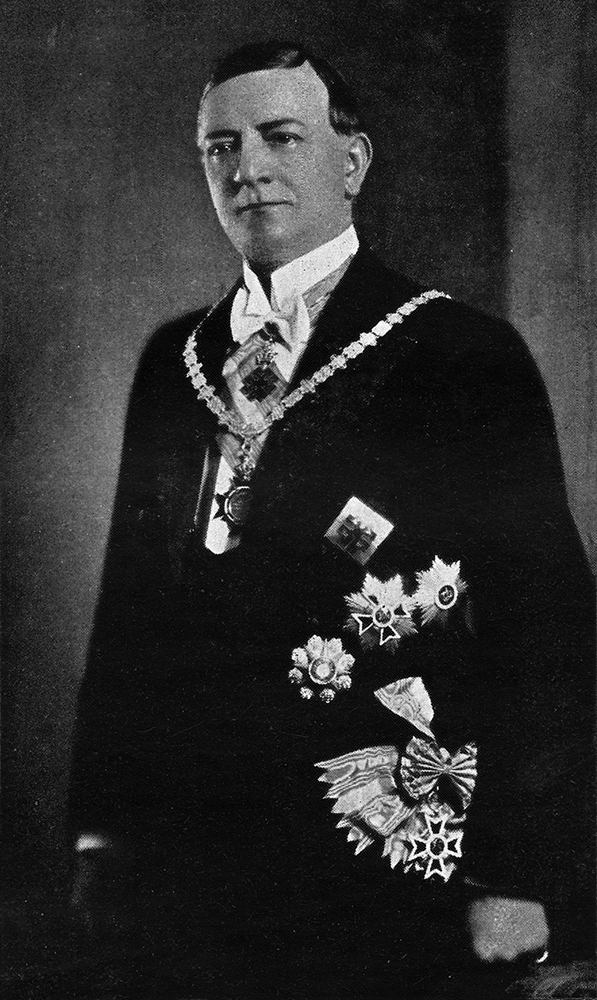
Prof. Dr. Constantin von Isopescu-Grecul, 1933 mit Amtskette als Rektor der Universität

Nach der Auflösung Österreich-Ungarns Ende Oktober 1918 wurde die Bukowina sukzessive von rumänischen Truppen besetzt (siehe Geschichte der Bukowina) und am 28. November 1918 in der Residenz des griechisch-orthodoxen Erzbischofs von Czernowitz, Basil von Repta, der Anschluss der Bukowina an das Königreich Rumänien beschlossen. Dieser war Rumänien von der Triple Entente schon 1916 versprochen worden, um Rumänien zum Kriegseintritt gegen Österreich-Ungarn zu motivieren (die Interessen der Ukrainer der Bukowina setzte erst die Rote Armee 1944/45 durch). Auch nach Kriegsende verblieb Deutsch zunächst noch die Unterrichtssprache und viele deutschsprachige Professoren, wie Eugen Herzog, Carl Siegel, Karl Penecke lehrten weiterhin an der Czernowitzer Universität. Erst im Laufe der 1920er-Jahre wurde nach hartnäckigen Auseinandersetzungen Deutsch durch Rumänisch ersetzt. Fast alle deutschsprachigen Professoren wanderten daraufhin nach Deutschösterreich ab. Die Universität selbst wurde in Universitatea Regele Carol I din Cernăuți umbenannt. In den Jahren 1920–1922 wurde das heutige Universitätsgebäude vom rumänischen Staat erbaut.
Wie zu Beginn des Ersten Weltkriegs vorübergehend zu Russland, kamen Czernowitz und die Universität Ende Juni 1940 zur Sowjetunion, und die Universität wurde in Tscherniwezkyj derschawnyj uniwersytet umbenannt. Von 1941 bis 1944 gehörte Czernowitz wieder zu Rumänien. 1989 erhielt sie den heutigen Namen nach dem Bukowiner Schriftsteller Jurij Fedkowytsch (Юрій Федькович). Seit 1991 zur Westukraine (Ostgalizien) gehörig, erhielt die Universität im Jahre 2000 den Rang einer Nationalen Universität der Ukraine.
Das Gebäudeensemble der ehemalige Residenz des griechisch-orthodoxen Metropoliten wird seit 1955 von der Universität als zentraler Campus und Verwaltungssitz genutzt. Die von Josef Hlávka entworfenen Gebäude zählen seit 2011 zum UNESCO-Welterbe.

## Verlegungsdebatte im Ersten Weltkrieg
Die Bukowina grenzte an Russland und litt im Ersten Weltkrieg unter schweren Kämpfen. In der Zeit vom 2. September 1914 bis zum Dezember 1917 wurde Czernowitz sechsmal von russischen Truppen erobert und von der k.u.k. Armee zurückgewonnen. Das Universitätsrektorat wurde unter Cäsar Pomeranz nach Wien verlegt; viele Professoren verließen die Stadt und lehrten als Gäste an anderen Universitäten Österreich-Ungarns. Es entbrannte die Diskussion, ob die Franz-Josephs-Universität in den „deutscheren“ Westen des Reichs verlegt werden sollte.
Wie der Salzburger Hochschulverein warben Kurt Kaser und Hans von Frisch für Salzburg. Sie verwiesen auf den niedrigen Bildungsstand in der Bukowina; die Universität bringe mangelhaft ausgebildete Gymnasiallehrer und Beamte hervor. Außerdem sei das „Deutschtum“ in der Defensive. Im Wintersemester 1913/14 hatten sich 458 von 1198 Studenten als deutschsprachig bezeichnet. Von ihnen waren die meisten Juden, die sich der deutschen Volksgruppe sehr viel seltener zugehörig fühlten als in anderen Teilen der Monarchie. Aus ganz anderen Gründen war Eugen Ehrlich für die Verlegung: Die Universität halte junge Menschen davon ab, sich wirtschaftlichen oder technischen Berufen zuzuwenden und das Land voranzubringen.
Die meisten Professoren waren gegen die Verlegung. Auch der 1911 nach Graz zurückgekehrte Joseph Schumpeter, der längst nach Prag gegangene Heinrich Singer und – noch Jahrzehnte später – der Bukowiner Erich Prokopowitsch sprachen sich für den Verbleib der Universität in Czernowitz aus. Der in Czernowitz geborene deutschnationale Raimund Friedrich Kaindl sah gerade in der Bedrängung der Deutschen einen Grund zu bleiben: Zwar würde „das von uns vermittelte Wissen jetzt gegen uns als Waffe benutzt. Der Schüler glaubt schon den Lehrer entbehren zu können. Heißsporne möchten den Deutschen verdrängen.“ Es sei aber „natürlich, dass, wenn wir versagen, andere Völker an unsere Stelle zu treten suchen, um unseren Einfluss zu brechen, gegen uns hetzen“. Und bessere Beamte und Professoren ins Land zu holen, sei keine Lösung, weil sie der Vielsprachigkeit der Bukowina nicht gewachsen seien. Das könne nur eine im Land betriebene Universität leisten.
Der Streit um die Verlegung blieb im akademischen Rahmen. Die Universitätsverwaltung und das k.k. Ministerium für Kultus und Unterricht erreichte er nicht. Im Hintergrund standen der Salzburger Wunsch nach einer Universität und die realpolitische Frage, ob man im Westen der Habsburgermonarchie eine Universität brauchte. Gustav Hanausek, der in Graz lehrte, verneinte sie. So war nach dem Friedensvertrag von Brest-Litowsk die Wiedereröffnung der Franz-Josephs-Universität für das Wintersemester 1918 vorgesehen, jedoch konnte der Lehrbetrieb bereits im Juni des Jahres wieder aufgenommen werden.
Am 22. November 1918 wurde in der Sitzung der Provisorischen Nationalversammlung für Deutschösterreich der mit 1. Jänner 1919 umzusetzende Gesetzesantrag auf Verlegung der Universität Czernowitz nach Salzburg eingebracht. Aufgrund der territorialen Veränderungen in den folgenden Monaten, durch die die Bukowina unter rumänische Herrschaft gelangte, wurde dieser Beschluss gegenstandslos.

## Heutige Fakultäten
- Theologie
- Philosophie
- Angewandte Mathematik
- Biologie
- Chemie
- Informatik
- Wirtschaftswissenschaft
- Erziehungswissenschaft
- Ingenieurwesen
- Bildende Künste
- Geographie

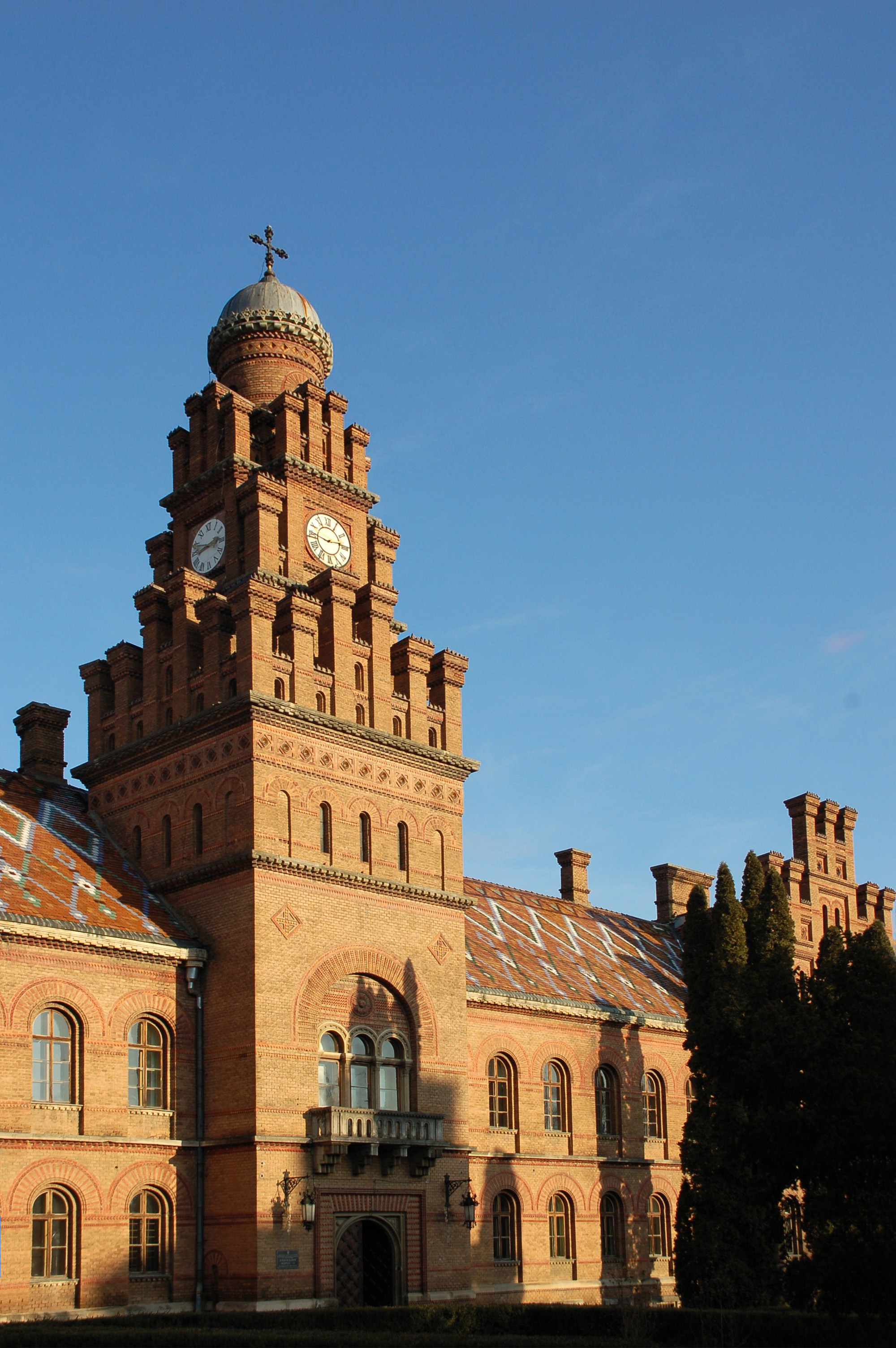
Rechter Seitenflügel mit Uhrturm der Erzbischöflichen Residenz (Geographische Fakultät)

- Geschichte, Politikwissenschaft und Internationales Recht
- Moderne Europäische Sprachen
- Philologie
- Physik
- Architektur, Bauingenieurwesen und Malerei

An der Jurij-Fedkowytsch-Universität ist außerdem das vom Goethe-Institut geförderte, deutschsprachige Zentrum Gedankendach angesiedelt, das aus dem Zentrum für deutschsprachige Studien und der Ukrainisch-deutschen Kulturgesellschaft besteht.

## Professoren

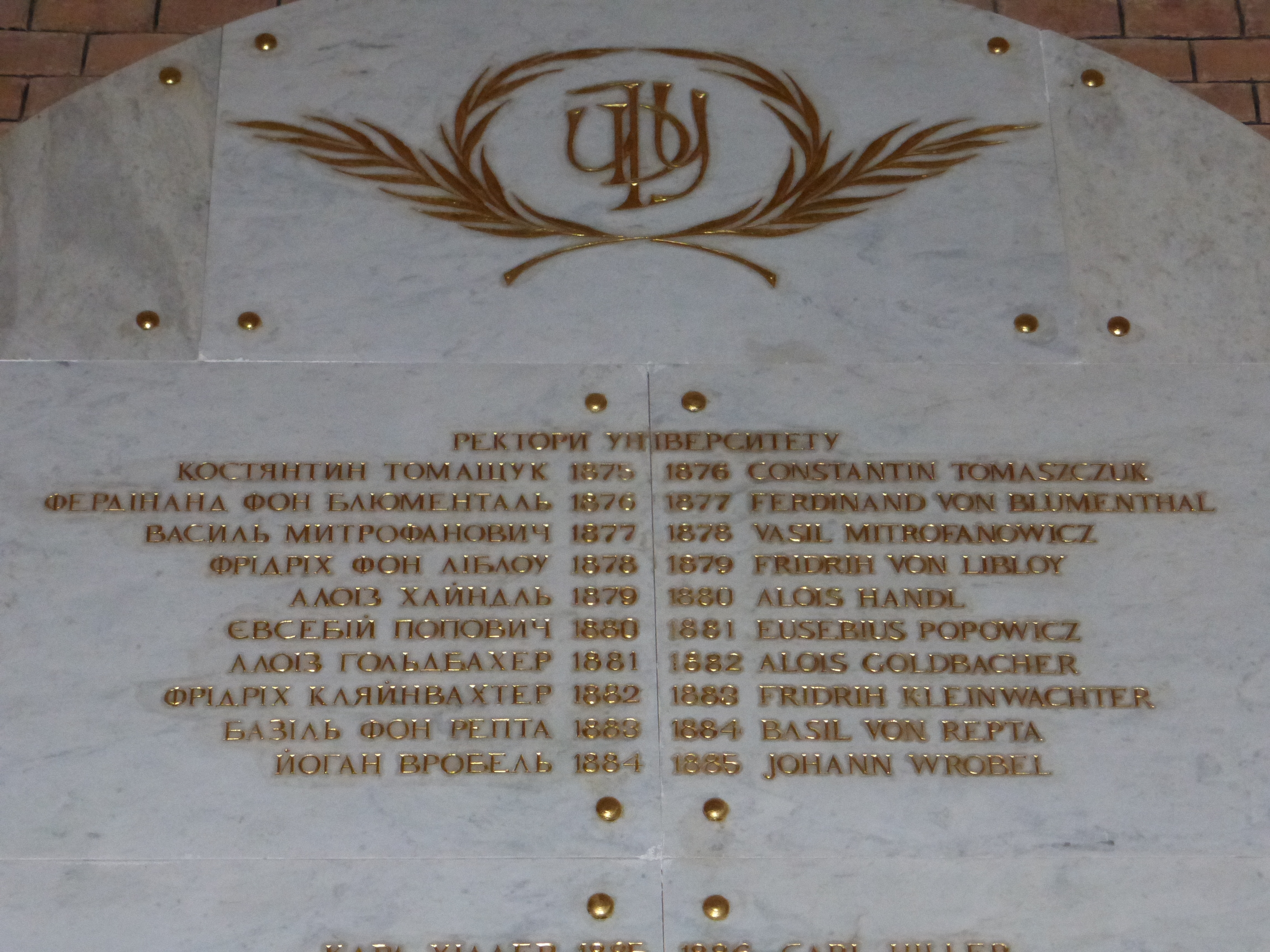
Erste Rektoren

Siehe auch: Kategorie:Hochschullehrer (Czernowitz) und Kategorie:Rektor der Franz-Josephs-Universität

### Franz-Josephs-Universität
- Friedrich Johann Karl Becke (1855–1931) – Mineralogie und Petrographie
- Raban Canstein – Recht, Mitglied des akademischen Senats
- Victor Conrad (1876–1962) – Geographie; Klimatologie und Seismologie
- Eugen Ehrlich (1862–1922) – Recht (1899–1914)
- Anton Elter (1858–1925) – Klassische Philologie
- Franz Exner (1881–1947) – Strafrecht
- Matthias Friedwagner (1861–1940) – Romanische Philologie (1900–1911), 1903/04 Dekan, 1910/11 Rektor
- Hans von Frisch (1875–1941) – Recht (1912–1919), 1913/14 Rektor, 1918/19 Dekan
- Theodor Gartner (1843–1925) – Romanische Philologie (1885–1899)
- Leopold Gegenbauer (1849–1903) – Mathematik
- Josef von Geitler (1870–1923) – Physik
- Gustav Adolf Gerhard (1878–1918) – Klassische Philologie (1913–1918)
- Alois Goldbacher (1837–1924) – Dekan der philosophischen Fakultät
- Vitus Graber (1844–1892) – Zoologie
- Alexander Grawein (1850–1897) – Rechtswissenschaft
- Theodor von Grienberger (1855–1932) – Germanische Sprachgeschichte und Altertumskunde (1906–1919)
- Hans Gross (1847–1915, in Czernowitz tätig 1899–1902) – österreichischer Strafrechtler, Kriminologe und Begründer der Kriminalistik
- Hans Hahn (1879–1934) – Mathematik und Philosophie
- Alfred von Halban (1865–1926) – Rechtsgeschichte
- Alois Handl (1837–1915) – Physik
- Isidor Hilberg (1852–1919) – Psychologie, Rektor 1897/98
- Karl Hiller (1846–1905) – Österreichisches Strafrecht; Dekan und Rektor
- Eugen Herzog (1875–1928) – Romanische Philologie (1918–1928)
- Walther Hörmann von Hörbach (1865–1946) – Kirchenrecht (1897–1908), 1903/04 Rektor
- Constantin Freiherr von Hormuzaki (1862 oder 1863–1937) – Entomologie und Biogeographie, 1931 als neuer Lehrstuhl (1931–1937)
- Walther Judeich (1859–1942) – Alte Geschichte (1899–1901)
- Franz von Juraschek (1849–1910) – Statistik und Staatsrecht (1881–1885)
- Julius Jüthner (1866–1945) – Klassische Philologie und Archäologie (1903–1912)
- Raimund Friedrich Kaindl (1866–1930) – Geschichte
- Ernst Kalinka (1865–1946) – Klassische Philologie (1900–1903)
- Emil Kałużniacki (1845–1914) – Slawistik, Mitglied des akademischen Senats
- Leon Kellner (1859–1928) – Anglistik und Literatur
- Friedrich von Kleinwächter (1838–1927) – Recht, Dekan
- Alexis Komoroschan – Theologie, Mitglied des akademischen Senats
- Wilhelm Kosch (1879–1960) – Germanistik, Deutsches Literatur-Lexikon
- Eugen Kozak (1857–1933) – Kirchenslawisch
- Johannes Kromayer (1859–1934) – Historiker (1902–1913)
- Adolf Lenz (1868–1959) – Strafrecht und Strafprozessrecht (1902–1910), 1903/04 Dekan der juridischen Fakultät
- Johann Loserth (1846–1936) – Geschichte
- Wladimir Milkowitsch – Osteuropäische Geschichte
- Anton Marty (1847–1914) – Philosophie
- Ernst Mischler (1857–1912) – Begründer der modernen Statistikwissenschaft in Österreich
- Basil Mitrofanowicz (1831–1888) – Gründungsdekan der Griechisch-Orthodoxen Fakultät, Rektor
- Ion Nistor – Südosteuropäische Geschichte
- Isidor Onicul – Theologie, Dekan
- Josip Plemelj (1873–1967) – Mathematik
- Constantin Popovici (1846–1938) – Griechisch-Orientalisches Kirchenrecht
- Eusebius Popowicz (1838–1922) – Kirchengeschichte
- Richard Pribram (1847–1928) – Chemie
- Michael Radaković (1866–1934) – Theoretische Physik (1906–1915), ab 1908 Dekan
- Ion G. Sbiera (1836–1916) – der erste Professor für rumänische Sprache und Literatur
- Ludwig Schiffner – Österreichisches Zivilrecht
- Friedrich Schuler von Libloy (1827–1900) – Recht, Rektor
- Joseph Schumpeter (1883–1950) – Politische Ökonomie (1909–1911)
- Carl Siegel (1872–1943) – Philosophie (1913–1927)
- Stepan Smal-Stozkyj (1859–1938) – Slavistik
- Joseph Strobl – deutsche Literatur
- Alexander Supan (1847–1920) – Geographie
- Eduard Tangl – Botanik
- Constantin Tomaszczuk (1840–1889) – Recht, Gründungsrektor
- Friedrich Heinrich Vering (1833–1896) – Römisches Recht
- Carl Vrba – Mineralogie
- Richard Wahle (1857–1935) – Philosophie
- Anton Wassmuth (1844–1927) – Mathematische Physik
- Moriz Wlassak (1854–1939) – Römisches Recht (1879–1882)
- Emilian Wojucki (1850–1920) – griechisch-orientalische Moraltheologie
- Johann Wrobel (1831–1909) – Gräzistik, Prodekan
- Ferdinand von Zieglauer (1829–1906) – Österreichische Geschichte, Rektor

### Rumänische Universität (ab 1918)
- Gheorghe I. Brătianu (1898–1953), Historiker und Politiker
- Constantin Rădulescu-Motru (1868–1957), Philosoph, Präsident der Rumänischen Akademie
- Constantin Narly (1896–1956), Pädagoge[22]
- Traian Brăileanu (1882–1947), Soziologe[23]
- Dragoș Protopopescu (1892–1948), Anglist[24]

### Jurij-Fedkowytsch-Universität
- Oleh Pantschuk (1932–2022), Chemiker
- Petro Rychlo (* 1950), Germanist und Literaturhistoriker